# エジソンズ・ゲーム
『エジソンズ・ゲーム』（The Current War）は2017年のアメリカ合衆国の伝記映画。監督はアルフォンソ・ゴメス＝レホン、出演はベネディクト・カンバーバッチとマイケル・シャノンなど。1880年代のアメリカで、電力の供給方法を巡って直流送電派のトーマス・エジソンと交流送電派のジョージ・ウェスティングハウスが繰り広げていた電流戦争の様子を描いている。
なお、日本で公開されたのはハーヴェイ・ワインスタインによる再編集が施されていないディレクターズ・カット版である。

## キャスト
※括弧内は日本語吹替声優。
- トーマス・エジソン: ベネディクト・カンバーバッチ（三上哲）
- ジョージ・ウェスティングハウス: マイケル・シャノン（小原雅人）
- ニコラ・テスラ: ニコラス・ホルト（福西勝也）
- マーガリート・アースキン・ウェスティングハウス: キャサリン・ウォーターストン（伊藤静）
- サミュエル・インサル（英語版）: トム・ホランド（榎木淳弥）
- ルイス・ラティマー: サイモン・マニョンダ（英語版）
- フランクリン・ポープ: スタンリー・タウンゼント（英語版）
- メアリー・スティルウェル・エジソン: タペンス・ミドルトン（山咲しづ香）
- ジョン・モルガン: マシュー・マクファディン（関口雄吾）
- ウィリアム・ケムラー: コナー・マクニール（英語版）
- バーク・コックラン: デイミアン・モロニー

## 製作
2012年3月3日、バザレフス・カンパニーがマイケル・ミトニックの脚本の映画化権を購入したとの報道があった。当初、ティムール・ベクマンベトフが監督を務める予定であったが、後に取りやめとなった。2014年3月31日にはベン・スティラーに監督のオファーが出ていると報じられた。2015年9月24日、ベネディクト・カンバーバッチにエジソン役の、ジェイク・ジレンホールにウェスティングハウス役のオファーが出ているとの報道があった。また、製作側がアルフォンソ・ゴメス＝レホンを監督に起用する意向であるとの報道もあった。2016年9月29日、出演交渉が不調に終わったジレンホールに代わって、マイケル・シャノンがウェスティングハウス役に起用された。10月4日、ニコラス・ホルトがニコラ・テスラ役に起用されたと報じられた。11月には、キャサリン・ウォーターストンとトム・ホランドの出演が決まった。12月には、タペンス・ミドルトン、マシュー・マクファディンの出演も決まった。
2016年12月18日、本作の主要撮影がロンドンとその周辺地域で始まった。

## 公開・マーケティング
当初、本作は2017年12月22日に全米公開される予定だったが、後に公開日が同年11月24日に前倒しされると報じられた。感謝祭の週末に公開することで、第90回アカデミー賞をはじめとする賞レースで有利になるとの判断に基づく変更である。
2017年9月7日、本作のオフィシャル・トレイラーが公開された。2019年6月25日、ディレクターズ・カット版のオフィシャル・トレイラーが公開された。
当初、日本では2020年4月3日に公開される予定だったが、新型コロナウイルスの流行の拡大を受けて、3月27日、配給元のKADOKAWAは公開延期を発表。6月19日の公開となった。

### ハーヴェイ・ワインスタインをめぐる混乱
ポスト・プロダクション作業中、プロデューサーのハーヴェイ・ワインスタインはゴメス＝レホン監督に対して次々と修正要求を突き付けてきた。修正要求は多岐にわたっていたが、中でもワインスタインが拘ったのはトーマス・エジソンの描写であった。ワインスタインによる修正の結果、一癖も二癖もある男として描かれていたはずのエジソンが単に性格の良い人になってしまった。しかも、ワインスタイン・カンパニー（TWC）の重役たちも編集作業に介入してきた。時には、彼らが相反する要求を出してきたこともあった。
まともに作業できない状態が続いていたにも拘わらず、ワインスタインは2017年9月に開催される第42回トロント国際映画祭で本作をプレミア上映する決断を下した。ワインスタインの介入がエスカレートしていく中、ゴメス＝レホン監督は心身共に疲弊していった。トロントでの上映に間に合わせるために編集作業を急ピッチで行った結果、ゴメス＝レホン監督は1日に2時間しか眠れないという事態に陥った。それが原因で、監督は25ポンド（約11.3kg）も痩せてしまった。結局、作業が終わったのはプレミア上映の2日前のことであった。
7日のプレミア上映後に出てきたレビューは本作に否定的な評価を下すものが多かった。それを受けて、ワインスタインは11月24日に予定されていた劇場公開に向けて再編集を行うことにし、ゴメス＝レホン監督とベクマンベトフに「自分が間違っていた。あの編集は大胆に過ぎた。」と謝罪してきたのだという。ところが、ワインスタインは再編集にも執拗に口を出してきた。そんな彼の姿を見たTWCの重役たちの中には、「彼が一つの作品にこれほど執着するのを見た記憶がない」と監督に漏らす者がいた。
10月5日、『ニューヨーク・タイムズ』がワインスタインによるセクハラを告発する記事を掲載した。この記事を皮切りに、ワインスタインに性的暴行・セクハラを受けたという告発が次々と行われた。9日、TWCはハーヴェイ・ワインスタインの名前を本作のクレジットから削除すると発表した。14日、TWCが本作を公開スケジュールから引き上げたとの報道があった。
その後、経営破綻したTWCは本作の権利を売りに出したため、ゴメス＝レホン監督は編集を一切行えない状態に陥った。2018年10月8日、ランタン・エンタテインメント（LE）が本作の全世界配給権を獲得したと報じられた。監督とベクマンベトフはLEに再編集を願い出たが、聞き入れてもらえなかったのだという。そんな折、監督のマネジャーと代理人が「本作の契約には「監督の同意なしに本作の編集が行われる場合、製作総指揮のマーティン・スコセッシの同意が必要となる」という条項がありますが、それを活用してはどうですか」と提案してきた。監督はすぐさまスコセッシの協力を仰ぎに行った。弟子の苦境を知ったスコセッシは監督による編集作業が終わるまで同意書にサインしなかった。
俳優たちの協力もあって、監督は再撮影を敢行することができた。その際、監督はワインスタインに苦しめられた経験から着想を得たシーンを追加した。それはニコラ・テスラが狡猾なビジネスマンに騙されて特許を奪い取られるシーンである。
2019年10月、ワインスタインは『ビジネス・インサイダー』の取材に対し「アルフォンソ・ゴメス＝レホン氏とティムール・ベクマンベトフ氏は類稀なる才能の持ち主で、両者が手掛けた作品は実に素晴らしいものだと聞いております。両名とこれ以上仕事をするだけのリソースがないことは残念なことですが、『The Current War』には胸が高鳴るばかりです。両名が同作で成功を収めることを願っております」というコメントを出した。

## 興行収入
本作は『カウントダウン』及び『ブラック アンド ブルー』と同じ週に封切られ、公開初週末に280万ドル前後を稼ぎ出すと予想されていたが、この予想は的中した。2019年10月25日、本作は全米1022館で公開され、公開初週末に266万ドルを稼ぎ出し、週末興行収入ランキング初登場9位となった。

## 評価

### ワインスタイン・カットに対する評価
ワインスタイン・カットに対する批評家からの評価は芳しいものではない。映画批評集積サイトのRotten Tomatoesには49件のレビューがあり、批評家支持率は29%、平均点は10点満点で4.73点となっている。サイト側による批評家の見解の要約は「『エジソンズ・ゲーム』はどうにもパッとしないが、素晴らしいキャスト陣と史実に触発された巧妙なストーリーのお陰で、観客の心を刺激する作品には仕上がっている。」となっている。また、Metacriticには10件のレビューがあり、加重平均値は42/100となっている。

### ディレクターズ・カットに対する評価
ディレクターズ・カットに対する批評家の評価は平凡なものに留まっているが、ワインスタイン・カットより高く評価されている。映画批評集積サイトのRotten Tomatoesには88件のレビューがあり、批評家支持率は60%、平均点は10点満点で6.37点となっている。サイト側による批評家の見解の要約は「出演者が一流だからといって、それに見合う出来ではないかもしれない。しかし、『エジソンズ・ゲーム』のディレクターズ・カットはワインスタイン・カットよりも大幅に質が向上している。」となっている。また、Metacriticには24件のレビューがあり、加重平均値は55/100となっている。なお、本作のCinemaScoreはBとなっている。